# Gloria Morcillo Ortega
Gloria Morcillo Ortega es una bióloga española, que fue integrante del Grupo de Biología y Toxicología Ambiental y catedrática de Biología Celular en el Departamento de Física Matemática y de Fluidos de la Facultad de Ciencias de la Universidad Nacional de Educación a Distancia.

## Biografía
Obtuvo el doctorado en Ciencias Biológicas en la Universidad Complutense de Madrid en 1978. Ese mismo año, ingresó en la Universidad Nacional de Educación a Distancia. En 2009, fue nombrada catedrática de Biología Celular en la Facultad de Ciencias de esta universidad, cargo que desempeñó hasta su jubilación en 2017.

## Líneas de investigación
Su trabajo estuvo enfocado en la evaluación del impacto de disruptores endocrinos ambientales en invertebrados acuáticos como el insecto Chironomus riparius o el molusco gasterópodo Physella acuta. Ha publicado más de cincuenta artículos científicos en revistas de alto impacto y ha participado como investigador principal en tres proyectos del Plan Nacional de Investigación Científica, Desarrollo e Innovación Tecnológica.